# Chesterfield Pictures
Chesterfield Motion Pictures Corporation, mai cunoscută ca Chesterfield Pictures, a fost un studio de film american, o companie care a funcționat în anii 1920 și anii 1930. A fost creată cu intenția de a crea filme ieftine, de categoria B. Compania a fost condusă de George R. Batcheller și a lucrat în tandem cu studioul înfrățit, Invincible, care a fost condus de Maury Cohen. Această compania de producție nu a avut în posesie propriul studio și spațiu, astfel încât a închiriat de la diverse alte studiouri, în primul rând de la Universal Pictures și RKO.
A fost unul dintre studiourile mici (Poverty Row) deținute de Herbert Yates în 1935 și a fost unit cu alte studiouri pentru a forma noua companie Republic Pictures în încercarea sa de a crea un producător dominant, cu buget redus, cu suficientă putere pentru a concura (și prelua) studiourile majore. Republic a reușit mai mult sau mai puțin în atingerea acestui obiectiv în următorii 20 de ani.

## Listă de filme Chesterfield Pictures

### Anii 1920
| Titlu                      | Premiera          | Regizor             |
| -------------------------- | ----------------- | ------------------- |
| A Jungle Heroine           | aprilie 1925      | Bertram Bracken     |
| The Were-Tiger             | mai 1925          | Paul Hurst          |
| The Last Man               | iunie 1925        | Bertram Bracken     |
| The Lion's Mate            | iulie 1925        | Bertram Bracken     |
| A Jungle Tragedy           | august 1925       | Bertram Bracken     |
| Beasts of the Veldt        | septembrie 1925   | Bertram Bracken     |
| Sagebrush Lady             | 1 octombrie 1925  | Horace B. Carpenter |
| Flashing Steeds            | 1 noiembrie 1925  | Horace B. Carpenter |
| The Girl of the West       | 1 decembrie 1925  | Alan James          |
| Fangs of Fate              | 9 decembrie 1925  | Horace B. Carpenter |
| The Last Chance            | 1926              | Horace B. Carpenter |
| Lucky Spurs                | 1926              | Horace B. Carpenter |
| A String of Diamonds       | 1 martie 1926     | Frank S. Mattison   |
| The Love Fighter           | 1 mai 1926        | Lou Carter          |
| Western Trails             | 15 mai 1926       | Horace B. Carpenter |
| The Wolf                   | 1 iunie 1926      | Lou Carter          |
| Beyond All Odds            | 15 iunie 1926     | Alan James          |
| Detective K-9              | 1 iulie 1926      | William Bertram     |
| Code of the Northwest      | 25 iulie 1926     | Frank S. Mattison   |
| Dumb Romeo                 | 1 august 1926     | Frank S. Mattison   |
| Thundering Speed           | 15 august 1926    | Alan James          |
| Fangs of Vengeance         | 1 septembrie 1926 | William Bertram     |
| Beyond the Trail           | September 1926    | Albert Herman       |
| The Silent Trailer         | 1 octombrie 1926  | Francis Ford        |
| Dog Scents                 | 1 noiembrie 1926  | Francis Ford        |
| Lure of the West           | November 1926     | Alan James          |
| Dog of Dogs                | 1 decembrie 1926  | Ernest Van Pelt     |
| The Call of the Wilderness | 5 decembrie 1926  | Jack Nelson         |
| Doc's Dog                  | 1 ianuarie 1927   | Ernest Van Pelt     |
| Almost Human               | 1 martie 1927     | Robin Williamson    |
| The Thief Trapper          | 1 aprilie 1927    |                     |
| The Sky Rider              | 5 iunie 1927      | Alan James          |
| Avenging Fangs             | 15 iunie 1928     | Ernest Van Pelt     |
| The Adorable Cheat         | 15 august 1928    | Burton L. King      |
| The House of Shame         | 1 octombrie 1928  | Burton L. King      |
| South of Panama            | 15 noiembrie 1928 | Charles J. Hunt     |
| Below the Deadline         | 1 ianuarie 1929   | J.P. McGowan        |
| Just Off Broadway          | 1 mai 1929        | Frank O'Connor      |
| The Peacock Fan            | 17 martie 1929    | Phil Rosen          |
| Campus Knights             | March 1929        | Albert H. Kelley    |
| Circumstantial Evidence    | 1 aprilie 1929    | Wilfred Noy         |
| Silent Sentinel            | 15 mai 1929       | Alan James          |
| The House of Secrets       | 26 mai 1929       | Edmund Lawrence     |
| Love at First Sight        | 15 decembrie 1929 | Edgar Lewis         |

### Anii 1930
| Titlu                                  | Premiera           | Regizor          | Note |
| -------------------------------------- | ------------------ | ---------------- | ---- |
| Ladies in Love                         | 15 mai 1930        | Edgar Lewis      |      |
| The Jazz Cinderella                    | 1 septembrie 1930  | Scott Pembroke   |      |
| Midnight Special                       | 7 decembrie 1930   | Duke Worne       |      |
| The Lawless Woman                      | 5 mai 1931         | Richard Thorpe   |      |
| The Lady from Nowhere                  | 1 august 1931      | Richard Thorpe   |      |
| Grief Street                           | 1 octombrie 1931   | Richard Thorpe   |      |
| The Devil Plays                        | 15 decembrie 1931  | Richard Thorpe   |      |
| Second Chances                         | 15 martie 1932     | Richard Thorpe   |      |
| Dangerous Ground                       | 1 aprilie 1932     | Richard Thorpe   |      |
| The Midnight Lady                      | 15 mai 1932        | Richard Thorpe   |      |
| Forbidden Company                      | 15 iunie 1932      | Richard Thorpe   |      |
| Beauty Parlor                          | 15 iunie 1932      | Richard Thorpe   |      |
| Thrill of Youth                        | 15 august 1932     | Richard Thorpe   |      |
| The King Murder                        | 15 septembrie 1932 | Richard Thorpe   |      |
| Slightly Married                       | 15 octombrie 1932  | Richard Thorpe   |      |
| Women Won't Tell                       | 15 noiembrie 1932  | Richard Thorpe   |      |
| The Secrets of Wu Sin                  | 15 decembrie 1932  | Richard Thorpe   |      |
| Forgotten                              | 15 februarie 1933  | Richard Thorpe   |      |
| Love Is Dangerous                      | 15 martie 1933     | Richard Thorpe   |      |
| I Have Lived                           | 15 iunie 1933      | Richard Thorpe   |      |
| Strange People                         | 17 iunie 1933      | Richard Thorpe   |      |
| By Appointment Only                    | 7 iulie 1933       | Frank R. Strayer |      |
| Notorious But Nice                     | 5 august 1933      | Richard Thorpe   |      |
| Dance Girl Dance                       | 1 septembrie 1933  | Frank R. Strayer |      |
| A Man of Sentiment                     | 15 septembrie 1933 | Richard Thorpe   |      |
| On the Stroke of Nine                  | 30 octombrie 1933  | Richard Thorpe   |      |
| In the Money                           | 7 noiembrie 1933   | Frank R. Strayer |      |
| Rainbow Over Broadway                  | 1 decembrie 1933   | Richard Thorpe   |      |
| Cross Streets                          | 22 ianuarie 1934   | Frank R. Strayer |      |
| The Quitter                            | 5 februarie 1934   | Richard Thorpe   |      |
| Stolen Sweets                          | 15 martie 1934     | Richard Thorpe   |      |
| City Park                              | 1 mai 1934         | Richard Thorpe   |      |
| In Love with Life                      | 12 mai 1934        | Frank R. Strayer |      |
| Green Eyes                             | 15 iunie 1934      | Richard Thorpe   |      |
| Fifteen Wives                          | 15 iulie 1934      | Frank R. Strayer |      |
| Fugitive Road                          | 22 august 1934     | Frank R. Strayer |      |
| The Curtain Falls                      | 2 octombrie 1934   | Charles Lamont   |      |
| Port of Lost Dreams                    | 15 octombrie 1934  | Frank R. Strayer |      |
| The World Accuses                      | 12 noiembrie 1934  | Charles Lamont   |      |
| The Ghost Walks                        | 1 decembrie 1934   | Frank R. Strayer |      |
| Sons of Steel                          | 15 decembrie 1934  | Charles Lamont   |      |
| Symphony of Living                     | 20 ianuarie 1935   | Frank R. Strayer |      |
| A Shot in the Dark                     | 1 februarie 1935   | Charles Lamont   |      |
| Public Opinion                         | 15 martie 1935     | Frank R. Strayer |      |
| One in a Million                       | 21 martie 1935     | Frank R. Strayer |      |
| Circumstantial Evidence                | 30 martie 1935     | Charles Lamont   |      |
| The Girl Who Came Back                 | 21 iunie 1935      | Charles Lamont   |      |
| Society Fever                          | 23 iunie 1935      | Frank R. Strayer |      |
| Death from a Distance                  | 3 iulie 1935       | Frank R. Strayer |      |
| Happiness C.O.D.                       | 10 septembrie 1935 | Charles Lamont   |      |
| Condemned to Live                      | 15 septembrie 1935 | Frank R. Strayer |      |
| The Lady in Scarlet                    | 20 octombrie 1935  | Charles Lamont   |      |
| False Pretenses                        | 22 octombrie 1935  | Charles Lamont   |      |
| Tango                                  | 14 februarie 1936  | Phil Rosen       |      |
| The Bridge of Sighs                    | 15 februarie 1936  | Phil Rosen       |      |
| Ring Around the Moon                   | 15 februarie 1936  | Charles Lamont   |      |
| The Dark Hour                          | 18 februarie 1936  | Charles Lamont   |      |
| August Weekend                         | 18 februarie 1936  | Charles Lamont   |      |
| Murder at Glen Athol                   | 28 februarie 1936  | Frank R. Strayer |      |
| The Little Red Schoolhouse             | 2 martie 1936      | Charles Lamont   |      |
| Footlights and Shadows                 | 12 martie 1936     | Frank R. Strayer |      |
| Brilliant Marriage                     | 25 martie 1936     | Phil Rosen       |      |
| Three of a Kind                        | 20 mai 1936        | Phil Rosen       |      |
| Below the Deadline                     | 8 iunie 1936       | Charles Lamont   |      |
| Easy Money                             | 14 iunie 1936      | Phil Rosen       |      |
| It Couldn't Have Happened (But It Did) | 1 august 1936      | Phil Rosen       |      |
| Missing Girls                          | 10 septembrie 1936 | Phil Rosen       |      |
| Lady Luck                              | 14 septembrie 1936 | Charles Lamont   |      |
| House of Secrets                       | 28 octombrie 1936  | Roland D. Reed   |      |
| Ellis Island                           | 5 noiembrie 1936   | Phil Rosen       |      |
| Red Lights Ahead                       | 29 noiembrie 1936  | Roland D. Reed   |      |